# Martin Stahnke
Georg Martin Edwin Stahnke (ur. 11 listopada 1888 w Briesen, zm. 28 lutego 1969 we Frankfurcie nad Menem) – niemiecki wioślarz, brązowy medalista olimpijski.
Wystąpił na igrzyskach olimpijskich w Londynie w 1908 roku, gdzie razem z Willym Düskowem zdobył brązowy medal w dwójkach bez sternika. Na rozgrywanych cztery lata później igrzyskach olimpijskich w Sztokholmie wystartował w jedynkach, jednak odpadł w eliminacjach.
W 1909 roku został wicemistrzem kraju w jedynkach. Łącznie w ciągu kariery wygrał ponad sto wyścigów w różnych kategoriach.